# Filipa Hainaultska
Filipa Hainaultska (24. lipnja 1314. – 15. kolovoza 1369.) bila je kraljica Engleske kao supruga kralja Edvarda III. Bila je popularna u narodu zbog svoje ljubaznosti i suosjećanja. Umrla je od bolesti slične edemu.

## Biografija
Filipini su roditelji bili grof Vilim I. (1286. – 1337.) i njegova žena Ivana (1294. – 1342.), kći Margarete Napuljske. Bila je praunuka Filipa III. i nećakinja Filipa VI., a bila je nazvana po baki, Filipi Luksemburgškoj. Zanimalo ju je učenje.
24. siječnja 1328. Filipa se udala za Edvarda, ali je okrunjena 1330. Kao kraljica je bila vrlo šarmantna, što se primijetilo. Pratila je muža u Škotsku. Nekoliko je puta bila regentica.
Umrla je u dvorcu Windsor.